# Uijeongbu (métro de Séoul)
Pour l’article homonyme, voir Uijeongbu.
Ne doit pas être confondu avec LRT Uijeongbu (métro d'Uijeongbu).
Uijeongbu (en coréen 의정부) est une station de la ligne 1 (ligne Gyeongwon) du métro de Séoul. Elle est située au 525 Pyeonghwa-ro, quartier Uijeongbu-dong de la ville Uijeongbu, sur le territoire de la province Gyeonggi, au nord-est de Séoul en Corée du Sud. Elle dessert notamment l'Hôtel de ville.
Elle est mise en service en 1911 sous le nom de Botong. Elle devient une station de la ligne 1 en 1986. Elle est desservie par des rames omnibus et express.

## Situation sur le réseau

Plan du réseau (2023)

Établie en surface, Uijeongbu est une station de passage de la ligne 1 du métro de Séoul : elle est située entre la station Hoeryong, en direction du terminus ouest Incheon ou du terminus sud Sinchang via la station de bifurcation Guro, et la station Ganeung en direction du terminus nord Yeoncheon,.

## Histoire

### Gare
La gare, dénommée Botong, est mise en service le 15 octobre 1911. Cette gare est détruite le 30 juin 1950 lors du début de la Guerre de Corée. Le bâtiment reconstruit est ouvert au service en 1966.

### Station ligne 1
Elle devient une station de la ligne 1 le 2 septembre 1986. Sa desserte par les trains de banlieue cesse le 1er avril 2004 lors de l'arrêt de ces circulations. Le 15 décembre 2006, lors du prolongement de ligne 1 électrifiée à deux voies jusqu'à Soyosan, le service est modifié,.

## Services aux voyageurs

### Accès et accueil
Située au 168-54 Uijeongbu-dong, elle dispose de huit accès qui permettent d'accèder aux différents niveaux du bâtiment qui abrite de nombreux commerces, outre les services du métro et les accès aux deux quais central en fonction.

### Desserte
Uijeongbu dispose de trois quais centraux numérotés 1-2, 3-4 et 5-6. Seul les quais 1, 2 et 3 sont équipés de portes palières. Les quais 1 et 2 accueil les rames en direction d'Incheon, omnibus et express, les quais 3 et 4 accueil les rames en direction de Soyosan, omnibus et express. Les quais 5 et 6 ne sont pas utilisés.

Installations et desserte
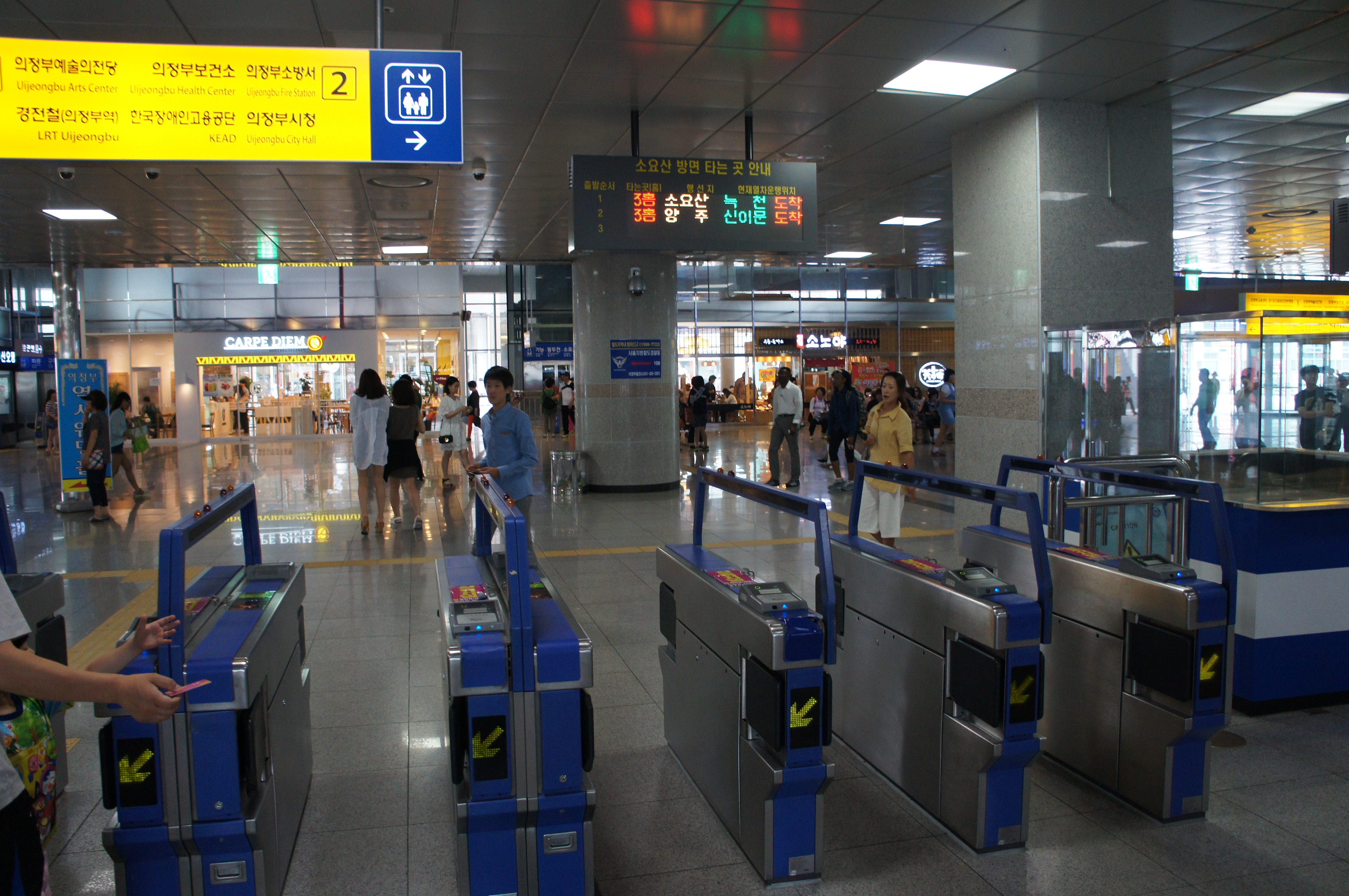
En 2014.
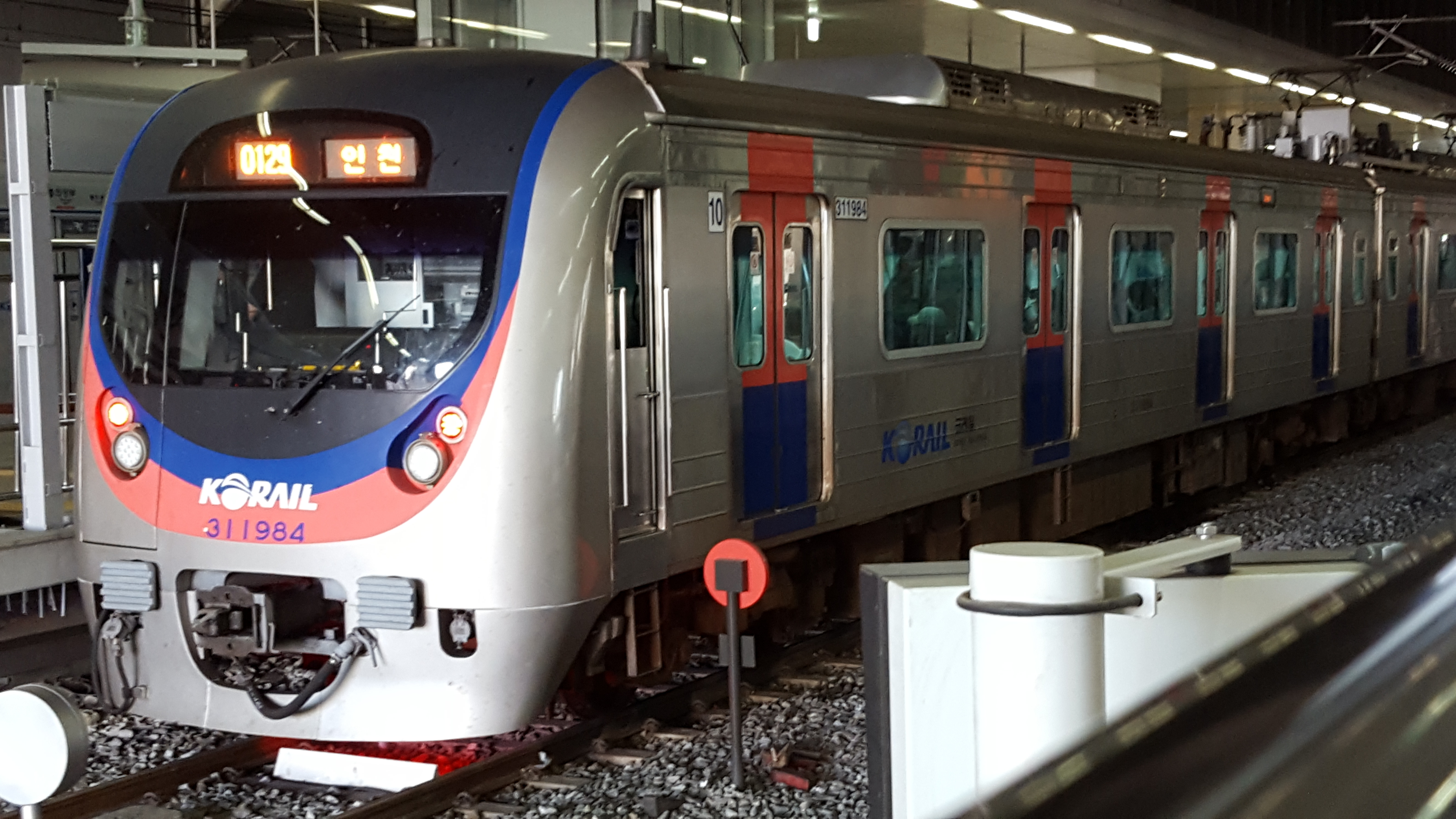
En 2017.
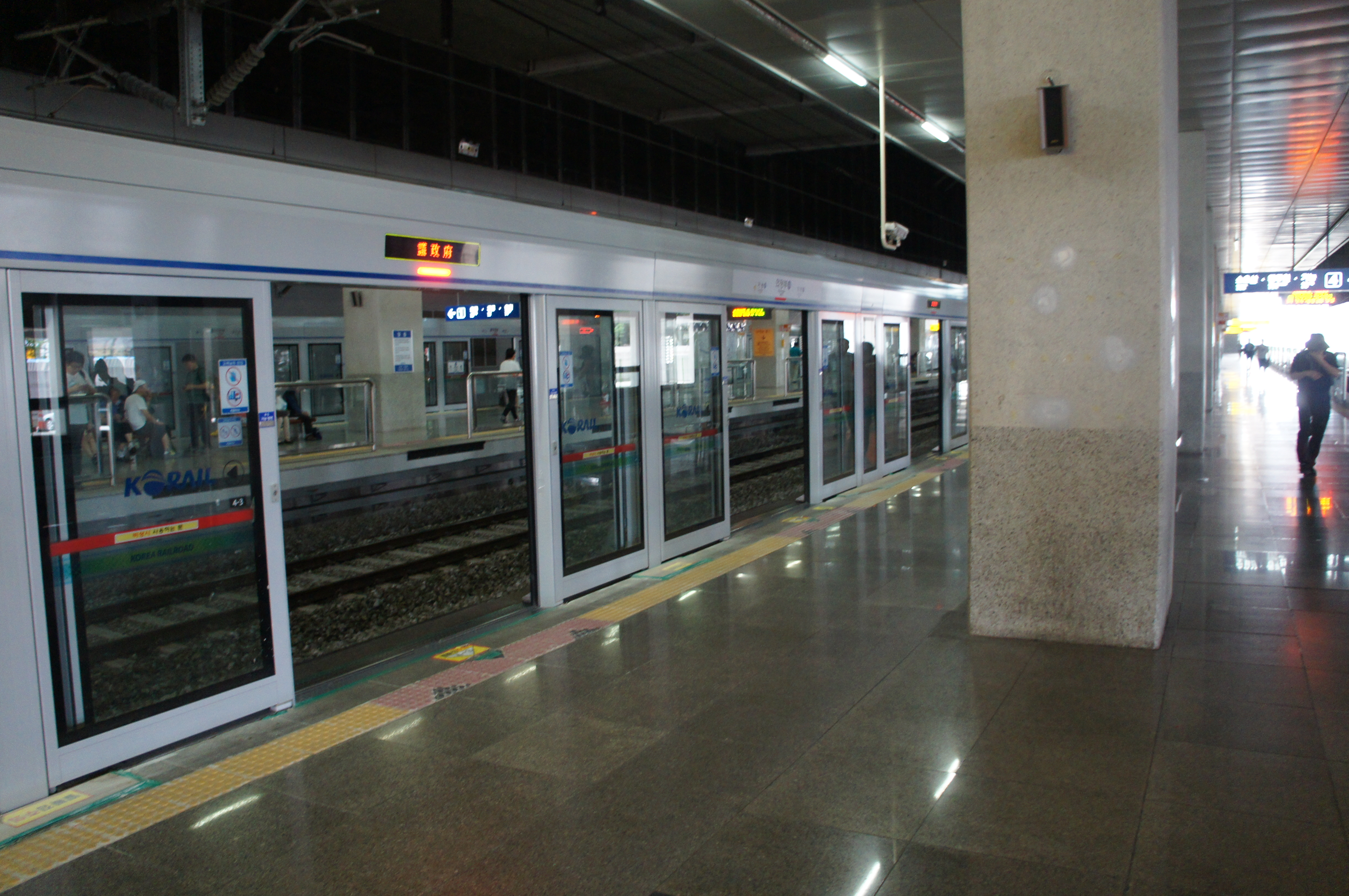
En 2014.

### Intermodalité
Sur la Simin-ro des arrêts sont desservis par les bus : des lignes bleues 1, 1-5, 1-7, 3, 5, 11, 23, 25-1, 25-2, 31, 34, 35 et 56 ; des lignes vertes 201, 201-1, 202-1, 205-1, 206, 207 et 207-1.

## À proximité
Notamment : l'Hôtel de ville et l'Hôpital général Uijeongbu Paik.